# 知花輝
知花輝（ちばな ひかる、1997年3月7日 - ）は、日本の俳優、スーツアクター。本名同じ。

沖縄県読谷村出身。

高校時代ストリートダンスに憧れ、ダンス部に入部。

その後現代版組踊に参加

高校３年間で数々のお祭りや本公演で演舞。

## 略歴
高校卒業後、読谷村残波岬にあるレキオスシアターで琉球忍者ショーに忍者として出演

週3回のステージに加えイベントや海外公演にも精力的に参加。

2017年にNEXT HEROSに加入、『闘牛戦士ワイドー』ショーを筆頭に、『安全+第一 大知マン』のスーツアクターや県内のテレビドラマ、CMなどのキャストやスタッフとして数々の経験を積んでいる。

## 人物
得意のアクロバットを生かしたアクションが持ち味。

## 出演

### テレビドラマ
- 琉球歴史ドラマ「尚巴志」（2017年3月15日−3月29日琉球放送） - 農民、村人 役
- 闘牛戦士ワイドー（2018年4月7日 - 6月9日、琉球放送） - キカンボーファイバー ／ 勢子ンド 役
  - 闘牛戦士ワイドー2（2019年7月6日 - 10月5日、琉球放送） - ワイドー ／ キカンボーファイバー 役
- 安全+第一 大知マン（2020年1月25日 - 3月28日、沖縄テレビ） - 大知マンスーツアクター
  - 安全+第一 大知マン2（2021年10月23日 - 12月25日、沖縄テレビ） - 大知マンスーツアクター / 側野仲雄 役
  - 安全+第一 大知マン3（2024年1月13日 - 、沖縄テレビ） - 大知マンスーツアクター / 引腰千賀志 役
- オキナワンヒーローズ（2022年、沖縄テレビ） - スーツアクター
- 琉球歴史ドラマ「阿麻和利」（2024年2月7日−2月21日RBC琉球放送）
- 続・疫（えやみ）～侵蝕～（2024年、沖縄テレビ）

### 配信ドラマ
- ゲート・オン・ザ・ホライズン～GOTH～（2025年4月18日- 、FOD） - 中山コザ連合の不良 役

### 映画
- 木の上の軍隊（2025年） - 山下の部下 役

### 舞台
- 現代版組踊絵巻「読谷山花織の宴」
- Team Jasper+
  - 第一回公演「死霊結婚」客演　正樹役
  - 「Be the RISE-TACHI-」客演　ニイ役

### CM、その他
- やっぱりステーキ　テレビCM - チンピラ 役
- 大知建設CM「大知マン」 - 新大知マン スーツアクター
- 沖縄ファミリーマートCM「フラチキ先輩」 - スタント補助
- 自動車整備振興会CM　「実写版てんけん君」 - ワイヤーリガー
- 株式会社サンシャインCM（2021年）[2]
- モーションキャプチャー（タイトル非公開） - キャラクター出演　他多数